# Vítor Sá Machado
Victor António Augusto Nunes de Sá Machado (* 18. November 1933 in Cuima, Angola; † 27. April 2002 in Lissabon) war ein portugiesischer Politiker des Centro Democrático e Social (CDS), der unter anderem von 1976 bis 1978 Vizepräsident der Assembleia da República, 1978 Außenminister im Kabinett Soares II sowie zwischen 1981 und 1983 Vizevorsitzender der CDS. Er fungierte außerdem von 1998 bis 2002 Präsident des Verwaltungsrates der Fundação Calouste Gulbenkian, eine Institution privaten Rechts und von allgemeinem öffentlichem Nutzen mit unbefristetem Charakter, deren satzungsmäßige Zwecke Kunst, Wohltätigkeit, Wissenschaft und Bildung sind.

## Leben
Victor António Augusto Nunes de Sá Machado begann nach dem Besuch des Liceu Diogo Cão in Sá da Bandeira ein Studium der Rechtswissenschaften an der Universität Coimbra, welches er 1957 mit einem Lizenziat (Licenciatura em Direito) beendete. Ein darauf folgendes dortiges Aufbaustudium der Rechtswissenschaften schloss er 1959 ab und wurde 1961 Direktor und Assistent von José de Azeredo Perdigão, der zwischen 1953 und 1993 Präsident des Verwaltungsrates der Fundação Calouste Gulbenkian war, eine Institution privaten Rechts und von allgemeinem öffentlichem Nutzen mit unbefristetem Charakter, deren satzungsmäßige Zwecke Kunst, Wohltätigkeit, Wissenschaft und Bildung sind. 1969 wurde er selbst Mitglied des Verwaltungsrates dieser Stiftung.
Nach der Nelkenrevolution am 25. April 1974 gehörte Sá Machado zu den Mitgründern des Demokratischen und Sozialen Zentrums CDS (Centro Democrático e Social) und war vom 2. Juni 1975 bis zum 2. April 1976 für den Wahlkreis „Lissabon“ Mitglied der Verfassungsgebenden Versammlung (Assembleia Constituinte) sowie zwischen dem 3. Juni 1976 und dem 12. November 1980 Mitglied des Parlaments (Assembleia da República) und vertrat in diesem den Wahlkreis „Aveiro“.  Er war von 1976 bis 1978 Vizepräsident des Parlaments und bekleidete im Kabinett Soares II (23. Januar bis 29. August 1978) das Amt als Außenminister (Ministro dos Negócios Estrangeiros). Er fungierte zwischen 1981 und 1983 als Vizevorsitzender der CDS. Am 15. Juli 1987 wurde ihm von der Medizinischen Fakultät der Universität Porto und 1999 von der Universidade Nova de Lisboa die Ehrendoktorwürde verliehen. Zwischenzeitlich wurde er 1994 Gründer und Präsident der Bewegung für Humanismus und Demokratie (Movimento Humanismo e Democracia), eine bis 2011 bestehende politische Gruppe mit christdemokratischer Ausrichtung. 1998 wurde er als Nachfolger von António Ferrer Correia Präsident des Verwaltungsrates der Fundação Calouste Gulbenkian und bekleidete dieses Amt bis zu seinem Tode 2002, woraufhin Emílio Rui Vilar neuer Präsident wurde.
Für seine langjährigen Verdienste erhielt Vítor Sá Machado unter anderem 13. Juli 1981 das Großkreuz des Ordens des Infanten Dom Henrique, am 4. Februar 1989 das Großkreuz des Ordens für Verdienste sowie am 20. Juni 2022 posthum das Großkreuz des Ordem Militar de Cristo.